# Douglas Dean Osheroff
Douglas Dean Osheroff (1 de agosto, de 1945) es un físico estadounidense. Compartió el Premio Nobel de Física en 1996 junto con David Morris Lee y Robert C. Richardson por el descubrimiento de la superfluidez del helio-3. Este descubrimiento fue realizado en 1971, mientras Osheroff era un estudiante graduado de la Universidad Cornell. 
Osheroff nació en Aberdeen (Washington). Obtuvo su título de grado en 1967 en el Instituto de Tecnología de California, donde fue un estudiante de Richard Feynman. Se doctoró en la Universidad Cornell en 1973.
Ahora enseña en la Universidad Stanford, en el departamento de Física y Física Aplicada, donde sirvió como decano por un tiempo. Su investigación está enfocada a los fenómenos que ocurren a temperaturas extremadamente bajas.
Osheroff fue seleccionado para trabajar en la comisión que investigó el accidente del transbordador espacial Columbia, sirviendo en un papel parecido al que tuvo Feynman en la Space Shuttle Challenger panel.
Actualmente se desempeña en la junta de consultores de Scientist and Engineers of America, una organización centrada en promover la ciencia en el gobierno estadounidense.
Osheroff es zurdo y en ocasiones culpa sus pequeños caprichos y excentricidades a este hecho. También es un ávido fotógrafo e introduce a sus estudiantes de Stanford a la fotografía en un seminario titulado "Los aspectos técnicos de la fotografía". Adicionalmente, ha impartido cursos introductorios a la física de electricidad y magnetismo en varias ocasiones. Ésta es una de las clases de Stanford más numerosas, con cientos de estudiantes registrados.